# Кацпржак, Евгения Ивановна
Евге́ния Ива́новна Кацпржа́к (урожд. Гребенщикова; 20 октября 1893, Петербург, Российская империя — 18 июня 1972, Москва, СССР) — книговед, библиограф.

## Биография
Евгения Ивановна Кацпржак родилась в семье служащего. В 1915 окончила историко-филологическое отделение курсов А. Л. Шанявского. С 1918 работала в библиотеках Орши, Шуи, Смоленска. В библиотеке Смоленского Университета ею был подготовлен библиографический указатель, отражающий фонд библиотеки, составлены описание и каталог эльзевиров, каталоги изданий Н. И. Новикова и старопечатных русских книг.
С 1930 года работала в Отделе редких книг Государственной библиотеке СССР им. В. И. Ленина, с 1937 — заместитель заведующего отделом, заведующая группой по изучению русских книг XVIII века. Организовала фонд русских книг XVIII века, составила их описание, подготовила к печати Альбом русской книжной орнаментики XVIII в. со вступительной статьей и указателями.
Скончалась 18 июня 1972 года, похоронена в Москве на Ваганьковском кладбище.

## Научная деятельность
Занималась преподавательской деятельностью, читала курс истории книги в редакционно-издательском техникуме.
Внесла крупный вклад в создание «Сводного каталога русской книги гражданской печати XVIII в.», в основу которого был положен составленный ею каталог фонда русской книги ГБЛ. В 1955 году она стала автором учебника по истории книги, который был переработан ею в монографию по всеобщей истории книги в 1964 году. Этот учебник и по сей день пользуется популярностью у студентов и специалистов в области книжного и издательского дела.
В её исследованиях на фоне историко-культурного контекста были рассмотрены особенности создания, распространения и бытования книги в различные периоды исторического развития. Особое внимание уделялось внешности книги, обусловленной способом её производства. При этом отмечалось, что особенности её оформления, включающие определение формата, выбор шрифта, способа иллюстрирования определялись целевым и читательским назначением. В работах Евгении Ивановны Кацпржак также рассматривались аппарат и структура рукописных книг и печатных изданий.